# Ithycyphus blanci
Ithycyphus blanci — вид змій родини Pseudoxyrhophiidae. Ендемік Мадагаскару.

## Поширення і екологія
Ithycyphus blanci відомі за типовим зразком, зібраним в Національному парку Марожежі на північному сході острова Мадагаскар. Вони живуть у вологих тропічних лісах.